# Gudensberg
Gudensberg est une petite ville allemande située dans l'arrondissement de Schwalm-Eder dans le land de la Hesse. Elle se trouve à 20 km au sud de Cassel et à 10 km au nord-est de Fritzlar. La ville est réputée pour son château fort, le Hohenburg, dont la construction remonte au début du XIe siècle.